# Pedilochilus pumilio
Pedilochilus pumilio är en orkidéart som beskrevs av Henry Nicholas Ridley. Pedilochilus pumilio ingår i släktet Pedilochilus och familjen orkidéer. Inga underarter finns listade i Catalogue of Life.